# Championnat d'Irak de football 1989-1990
Navigation
Saison précédente Saison suivante
La saison 1989-1990 du Championnat d'Irak de football est la seizième édition de la première division en Irak, l' Iraqi Premier League. La compétition se déroule sous la forme d'une poule unique où les quatorze meilleurs clubs du pays s'affrontent deux fois au cours de la saison, à domicile et à l'extérieur. À l'issue de la compétition, il n'y a pas de relégation et les deux meilleurs clubs de deuxième division sont promus.
C'est le club d'Al Tayaran Bagdad qui remporte le championnat cette saison après avoir terminé en tête du classement final, avec quatre points d'avance sur le triple tenant du titre, Al Rasheed et six sur Al Shorta Bagdad. C'est le deuxième titre de champion d'Irak de l'histoire du club après celui remporté en 1975.

## Les clubs participants
| - Arbil SC - Al Sina'a Bagdad - Al Shorta Bagdad - Najaf FC - Al Nafat Bagdad - Bahri FC - Samara FC | - Al Shabab Bagdad - Al Tayaran Bagdad - Al-Zawra'a SC - Talaba SC - Al Rasheed - Al Jaish Bagdad - Al Salikh |

## Compétition
Le barème de points servant à établir les classements se décompose ainsi :
- Victoire : 2 points
- Match nul : 1 point
- Défaite : 0 point

### Classement
| Rang | Équipe            | Pts | J  | G  | N  | P  | Bp | Bc | Diff |
| ---- | ----------------- | --- | -- | -- | -- | -- | -- | -- | ---- |
| 1    | Al Tayaran Bagdad | 42  | 26 | 17 | 8  | 1  | 41 | 8  | +33  |
| 2    | Al RasheedT       | 38  | 26 | 14 | 10 | 2  | 44 | 16 | +28  |
| 3    | Al Shorta Bagdad  | 36  | 26 | 15 | 6  | 5  | 31 | 13 | +18  |
| 4    | Al-Zawra'a SCC    | 34  | 26 | 12 | 10 | 4  | 32 | 17 | +15  |
| 5    | Al Nafat Bagdad   | 33  | 26 | 12 | 9  | 5  | 24 | 16 | +8   |
| 6    | Talaba SC         | 31  | 26 | 12 | 7  | 7  | 32 | 19 | +13  |
| 7    | Al Jaish Bagdad   | 28  | 26 | 9  | 10 | 7  | 22 | 23 | -1   |
| 8    | Najaf FC          | 24  | 26 | 8  | 8  | 10 | 29 | 31 | -2   |
| 9    | Al Sina'a Bagdad  | 21  | 26 | 6  | 9  | 11 | 23 | 30 | -7   |
| 10   | Al Shabab Bagdad  | 19  | 26 | 5  | 9  | 12 | 28 | 39 | -11  |
| 11   | Bahri FC          | 19  | 26 | 5  | 9  | 12 | 18 | 35 | -17  |
| 12   | Al Salikh         | 17  | 26 | 4  | 9  | 13 | 18 | 34 | -16  |
| 13   | Samawa FC         | 14  | 26 | 4  | 6  | 16 | 16 | 38 | -22  |
| 14   | Arbil SC          | 8   | 26 | 2  | 4  | 20 | 11 | 50 | -39  |

|  | Champion d'Irak 1990                                             |
|  | Qualification pour la Coupe d'Asie des clubs champions 1990-1991 |
|  | T : Tenant du titre C : Vainqueur de la Coupe d'Irak             |

## Bilan de la saison
| Championnat d'Irak de football 1989-1990   |                              |
| Champion                                   | Al Tayaran Bagdad (2e titre) |
| Coupes et trophées                         |                              |
| Vainqueur de la Coupe d'Irak 1989-1990     | Al-Zawra'a SC                |
| Qualifications continentales               |                              |
| Coupe d'Asie des clubs champions 1990-1991 | Al Rasheed                   |
| Coupe des Coupes 1990-1991                 | Aucun                        |
| Promotions et relégations                  |                              |
| Promus en Iraqi Premier League             | Tijara FC                    |
| Promus en Iraqi Premier League             | Al Mina'a Bassora            |
| Relégués en Iraqi Second League            | Aucun                        |